# Dizzee Rascal
Dylan Kwabena Mills MBE (18 de septiembre de 1984, Londres) más conocido por su nombre artístico Dizzee Rascal, es un rapero, compositor y productor discográfico británico de ascendencia  nigeriana y ghanesa. Su música es una mezcla del MCing de UK garage, rap clásico, grime y ragga con samples eclécticos y exóticos. Es conocido por sus éxitos de número uno "Dance Wiv Me", "Bonkers" (con el DJ estadounidense Armand Van Helden) y "Holiday", su álbum, Boy in da Corner, le ganó permitió obtener el premio Mercury Prize en 2003. Sus álbumes posteriorers Showtime, Maths + English y Tongue N' Cheek han ganado los elogios de la crítica y han conseguido el certificado de oro.[cita requerida]
En 2010 participa en la versión inglesa de la canción Loca a dueto con la cantante Shakira.
También aparece en el EP "Brianstorm" de la banda inglesa Arctic Monkeys en el tema "Temptation Greets You Like Your Naughty Friend"

## Discografía
Álbumes de estudio
- Boy in da Corner (2003)
- Showtime (2004)
- Maths + English (2007)
- Tongue n' Cheek (2009)
- The Fifth (2013)
- Raskit (2017)
- E3 AF (2020)
- Don't take it personal (2024)

## Galardones u nominaciones
- Urban Music Awards
  - 2003, Best Newcomer (ganó)
- Mercury Prize
  - 2003 (ganó)
  - 2007 (nominado)
  - 2010 (nominado)
- NME Award
  - 2004, Innovation (ganó)
- Urban Music Awards
  - 2009, Best Male (ganó)
- Brit Awards
  - 2010, Best British Male (ganó)[3]
- BET Awards
  - 2010, Best International Act (ganó)
  - 2014, Best International Act (nominado)[4]